# Муроран
Мурора́н (яп. 室蘭市 Муроран-си) — город в Японии, находящийся в округе Ибури губернаторства Хоккайдо. Площадь города составляет 80,65 км², население — 90 394 человека (30 июня 2014), плотность населения — 1120,82 чел./км².

## Географическое положение
Город расположен на острове Хоккайдо в губернаторстве Хоккайдо. С ним граничат города Ноборибецу, Дате.

## История
Происхождение названия Муроран происходит от айнского слова «Mo Ruerani», что означает «дно небольшого склона».
В конце 16 века регион Мурорана перешел под управление клана Мацумаэ. Муроран был создан как торговый пост между айнами и кланом Мацумаэ.
В 1892 году был открыт порт Муроран. В то же время началось строительство главной дороги из Хакодате в Саппоро в качестве первого шага плана колонизации Хоккайдо.
Императорским указом в июле 1899 года Муроран был признан открытым портом для торговли с США и Соединенным Королевством.
С открытием судоходного маршрута из Мурорана в Мори, 1 августа 1922 года был основан муниципалитет Мурорана как центр основного наземного и морского транспорта Хоккайдо. С тех пор Муроран развивался как важный транспортный узел и центр сталелитейной промышленности.
В июле 1945 года, в последние дни Второй мировой войны, промышленные предприятия города подверглись обстрелу новейшими линкорами США. Также Муроран подвергался бомбардировкам американской палубной авиации 14 и 15 июля 1945 г., 525 человек погибли.
Сегодня вокруг порта города сосредоточены крупные цементные, сталелитейные, нефтеперерабатывающие заводы и верфи.

## Население
Население города составляет 90 394 человека (30 июня 2014), а плотность — 1120,82 чел./км². Изменение численности населения с 1980 по 2005 годы:
| 1980 | 150 199 чел. |  |
| 1985 | 136 208 чел. |  |
| 1990 | 117 855 чел. |  |
| 1995 | 109 766 чел. |  |
| 2000 | 103 278 чел. |  |
| 2005 | 98 372 чел.  |  |

## Экономика
Муроран — город-порт, который специализировался на вывозе угля из каменноугольного бассейна Исикари. Начиная с эпохи Мэйдзи основную часть промышленности стало составлять изготовление стали. В современном городе также развиты такие области промышленности как чёрная металлургия, судостроение, нефтеперерабатывающая и цементная промышленности.

## Символика
Деревом города считается Sorbus commixta, цветком — рододендрон, птицей — московка.

## Города-побратимы
- Сидзуока, Сидзуока, Япония
- Ноксвилл, Теннесси, США
- Дзёэцу, Ниигата, Япония